# Karolina Bruchnicka
Karolina Bruchnicka (ur. 12 sierpnia 1994 w Wałbrzychu) – polska aktorka filmowa i teatralna.

## Życiorys
Absolwentka Wydziału Aktorskiego Państwowej Wyższej Szkoły Filmowej, Telewizyjnej i Teatralnej im. Leona Schillera w Łodzi (2019).

## Filmografia
- Home (2015) jako młodsza córka
- Panterei (2016) jako kobieta
- Fuga (2016) jako dziewczyna
- Ślad (2016)
- Zwyciężyłam (2017)
- Jesteś sam i dryfujesz (2017)
- Film nie dla dzieci! (2017) jako koleżanka dziewczyny/Bóg
- Monument (2018) jako dziewczyna
- M jak miłość (od 2018) jako Kaja (odcinki 1394, 1399, 1403, 1406, 1408, 1412, 1415, 1418)
- Iwa (2018)
- Córka trenera (2018) jako Wiktoria Kornet
- Osiecka (2020) jako Ala Jasińska
- Wszystkie nasze strachy (2021) jako Kinga Majewska
- Moje wspaniałe życie (2021) jako Polonistka
- Minuta ciszy (2022) jako Synek
- 8 rzeczy których nie wiecie o facetach (2022) jako Pestka
- Delegacja (2023) jako Anna
- Supersiostry / Supersisters (2024) jako Lena

## Spektakle teatralne
- 2018 - Teatr Dramatyczny w Wałbrzychu, Po nas choćby kosmos (reż. Paweł Świątek)[3]
- 2018 - Teatr Studyjny w Łodzi, Przebudzenie wiosny (reż. Kuba Kowalski), jako Wandela Bergmann[4]
- 2019 - Teatr Nowy w Łodzi, Lolita (reż. Tomasz Cyz)[5]

## Nagrody

### 2017
- 9. Międzynarodowy Festiwal Szkół Teatralnych w Rabacie - nagroda za najlepszą rolę żeńską (spektakl Przebudzenie wiosny)

### 2018
- 36. Festiwal Szkół Teatralnych w Łodzi - Grand Prix dla zespołu (spektakl Przebudzenie wiosny)

### 2019
- 12. Mastercard OFF CAMERA w Krakowie - wyróżnienie MasterCard Rising Star dla najlepszego aktorskiego debiutu (film Córka trenera)[6]